# Kuurne-Bruxelles-Kuurne 1995
La Kuurne-Bruxelles-Kuurne 1995, quarantanovesima edizione della corsa, si svolse il 26 febbraio su un percorso di 205 km, con partenza e arrivo a Kuurne. Fu vinta dal francese Frédéric Moncassin della squadra Novell davanti al belga Hendrik Redant e all'italiano Andrea Peron.

## Ordine d'arrivo (Top 10)
| Pos. | Corridore          | Squadra                     | Tempo    |
| ---- | ------------------ | --------------------------- | -------- |
| 1    | Frédéric Moncassin | Novell                      | 5h28'10" |
| 2    | Hendrik Redant     | TVM                         | a 26"    |
| 3    | Andrea Peron       | Motorola                    | a 29"    |
| 4    | Herman Frison      | Lotto-Isoglass              | s.t.     |
| 5    | Tom Steels         | Vlaanderen 2002-Eddy Merckx | s.t.     |
| 6    | Lars Michaelsen    | Festina-Lotus               | s.t.     |
| 7    | Johan Museeuw      | Mapei-GB-Latexco            | s.t.     |
| 8    | Gert Vanbrabant    | Vlaanderen 2002-Eddy Merckx | s.t.     |
| 9    | Andrei Tchmil      | Lotto-Isoglass              | s.t.     |
| 10   | Brian Holm         | Team Deutsche Telekom       | s.t.     |